# Brackenlands
Brackenlands – wieś w Anglii, w Kumbrii. Leży 17 km na południowy zachód od miasta Carlisle i 419 km na północny zachód od Londynu.